# 俞金鰲
俞金鰲（？—1793年），異名俞金鼇，字厚菴、厚安，直隸省天津府天津縣（今天津市）人，清朝政治人物，同武進士出身。
乾隆七年，登壬戌科三甲武進士，授藍翎侍衛。乾隆十五年，任山東高唐營中軍守備。乾隆十七年，改甘肅西甯城守營都司。乾隆二十一年，任蘭州營遊擊。乾隆二十二年，任肅州鎮標中營參將。乾隆二十七年，改西甯鎮鎮海營參將。乾隆二十八年，任廣東澄海協副將。乾隆二十九年，任陝西西鳳協副將。乾隆三十年，任廣西左江鎮總兵。乾隆三十一年，改甘肅肅州鎮總兵。乾隆三十二年，負責伊犁總統屯務。乾隆三十七年，任巴里坤總兵、福建漳州鎮總兵、巴里坤提督。乾隆三十八年，任烏魯木齊提督。乾隆四十二年，任江南提督。乾隆四十三年，改福建陸路提督。乾隆四十六年，任甘肅提督。乾隆四十九年，任湖廣提督。乾隆五十二年，任直隸提督、湖廣提督，暫護湖南鎮筸鎮總兵。同年以骽疾解官回籍。屯田西北，参与用兵西北回疆、湖南苗疆，以功加左都督。有書《金門待漏圖》，姐夫為錢陳群。

## 延伸阅读
[在维基数据编辑]
 《清史稿/卷335》，出自趙爾巽《清史稿》